# مرغ باران برمودا

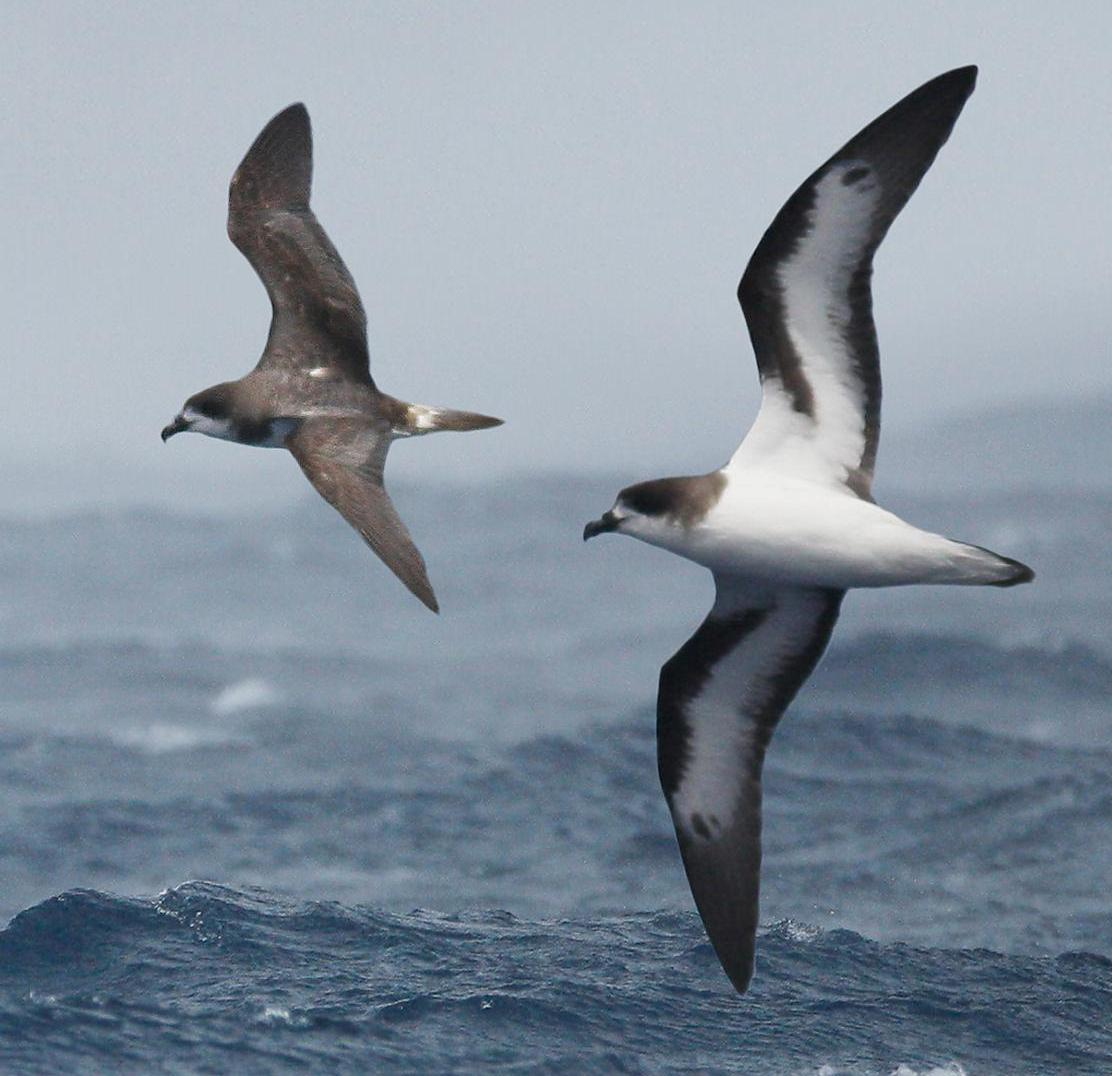
مرغ باران برمودا

مرغ باران برمودا (نام علمی: Pterodroma cahow) نام یک گونه از تیره کبوتردریاییان است.